# Zdeněk Procházka (fotbalista, 1928)
Zdeněk Procházka (12. ledna 1928 – 24. září 2016) byl český fotbalista, československý reprezentant a účastník mistrovství světa roku 1954 ve Švýcarsku (nenastoupil ovšem v žádném zápase šampionátu).

## Fotbalová kariéra
Za československou reprezentaci odehrál 8 zápasů a v nich dal 1 gól. V československé lize vybojoval dvakrát mistrovský titul, a to se Spartakem Praha Sokolovo (1952, 1954). Do Sparty přišel z Viktorie Žižkov, v níž hrál v letech 1946–1952 a po ukončení angažmá v letenském klubu se do ní zase vrátil a působil zde v letech 1961–1965. Celkem odehrál 188 ligových zápasů a v nich dal 17 gólů. Měl přezdívku "Frigo".

## Ligová bilance
| Ročník                                    | Zápasy | Góly | Klub                   |
| ----------------------------------------- | ------ | ---- | ---------------------- |
| Státní liga 1946/47                       | 21     | 2    | SK Viktoria Žižkov     |
| Mistrovství československé republiky 1952 | -      | 5    | Bratrství Sparta       |
| Přebor československé republiky 1953      | -      | 2    | Spartak Praha Sokolovo |
| Přebor československé republiky 1954      | -      | 3    | Spartak Praha Sokolovo |
| Přebor československé republiky 1955      | -      | 2    | Spartak Praha Sokolovo |
| 1. československá fotbalová liga 1956     | -      | 1    | Spartak Praha Sokolovo |
| 1. československá fotbalová liga 1957/58  | -      | 1    | Spartak Praha Sokolovo |
| 1. československá fotbalová liga 1958/59  | -      | 0    | Spartak Praha Sokolovo |
| 1. československá fotbalová liga 1960/61  | 15     | 0    | Spartak Praha Sokolovo |
| CELKEM 1. liga                            | 188    | 17   |                        |